# Max P. Kollbrunner
Max P. Kollbrunner (* 1926; † 2010) war ein Schweizer Architekt.

## Leben und Werk
Max P. Kollbrunner lebte und arbeitete in Brissago und Zürich. Nachdem er bereits 1954 einen Bauauftrag für das Primarschulhaus Luchswiesen gewonnen hatte – es erhielt 1957 die Auszeichnung für gute Bauten der Stadt Zürich, war er 1956 bis 1965 in einer Büro-Partnerschaft mit dem Zürcher Architekten Theo Hotz in Zürich tätig, mit dem zusammen er sich an zahlreichen Wettbewerben beteiligte, vor allem für Schulhausbauten, aber z. B. auch für das Stadtspital Triemli. Sein der Allgemeinheit meist bekanntes Werk ist wohl die Wohnsiedlung Hardau in Zürich, 1965 nach gewonnenem Wettbewerb beauftragt, in der Limmatebene von Zürichs Aussenquartieren gelegene vier rotbraune Wohnhochhäuser, die eine der städtebaulichen Dominanten Zürichs bilden. Die Auszeichnung für gute Bauten erhielt er nochmals für sein Hallenbad Oerlikon, das 1983 fertiggestellt wurde.

## Werke (Auswahl)
- Paul-Reinhart-Schulhaus, Weinfelden, 1968, 2003
- Evangelisches Kirchgemeindehaus, Kreuzlingen, 1962, 1988
- Siedlung Hardau II, vier Hochhäuser, Zürich 1976–78
- Hallenbad Oerlikon, Zürich 1975–83

## Belege
1. ↑  Bauamt II der Stadt Zürich (Hrsg.): 50 Jahre Auszeichnungen für gute Bauten in der Stadt Zürich. gta Verlag, Zürich 1995, ISBN 3-85676-063-6, S. 96–97.
2. ↑  Mathias Somandin, Philippe Mouthon und Walter Mair: Hardau II. Stadt Zürich, abgerufen am 8. April 2014.
3. ↑  Bauamt II der Stadt Zürich (Hrsg.): 50 Jahre Auszeichnungen für gute Bauten in der Stadt Zürich. gta Verlag, Zürich 1995, ISBN 3-85676-063-6, S. 158–159.

| Personendaten    | Personendaten       |
| ---------------- | ------------------- |
| NAME             | Kollbrunner, Max P. |
| KURZBESCHREIBUNG | Schweizer Architekt |
| GEBURTSDATUM     | 1926                |
| STERBEDATUM      | 2010                |